# Phân tích SWOT

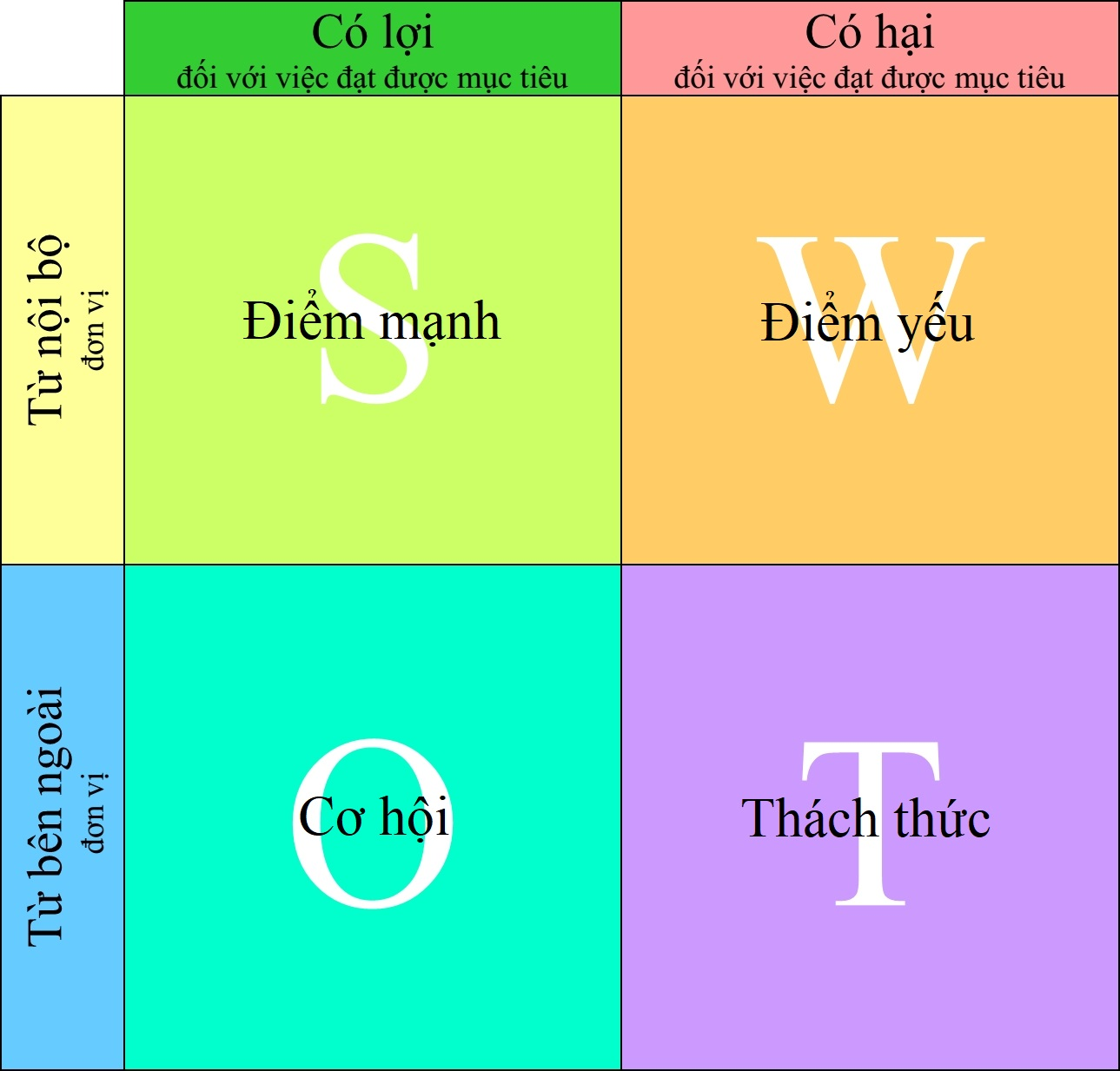
Sơ đồ minh hoạ của Phân tích SWOT

Phân tích SWOT là một trong 5 bước tạo thành chiến lược sản xuất kinh doanh của một doanh nghiệp, bao gồm: xác lập tôn chỉ của doanh nghiệp, phân tích SWOT, xác định mục tiêu chiến lược, hình thành các mục tiêu và kế hoạch chiến lược, xác định cơ chế kiểm soát chiến lược. SWOT là tập hợp viết tắt những chữ cái đầu tiên của các từ tiếng Anh: Strengths (Điểm mạnh), Weaknesses (Điểm yếu), Opportunities (Cơ hội) và Threats (Thách thức) - là một mô hình nổi tiếng trong phân tích kinh doanh của doanh nghiệp.